# علي المعمري
علي بن ماجد المعمري وزير المكتب السلطاني في سلطنة عمان